# Cá vàng thông thường

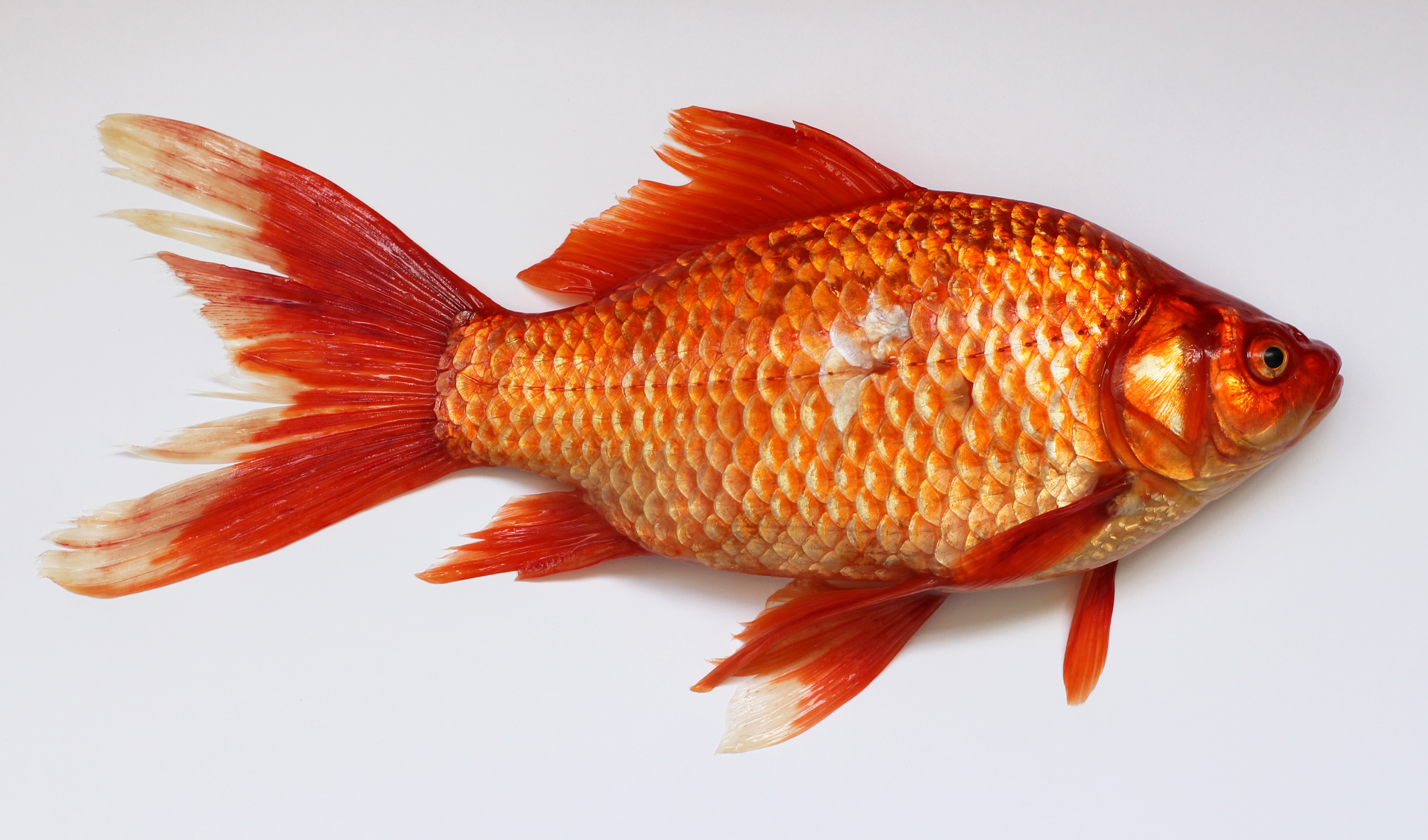
Một con cá vàng

Cá vàng thông thường hay hibuna là loại cá vàng không có thay đổi gì khác từ tổ tiên của chúng khác với màu sắc của nó. Hầu hết các giống cá vàng kiểng đã được bắt nguồn từ giống đơn giản. Cá vàng thông thường đến trong một loạt các màu sắc bao gồm màu đỏ, màu cam/vàng, trắng, đen và màu vàng hoặc chanh. Cá vàng thông thường là loài chủ yếu để sử dụng làm cá cảnh. Cá vàng thường thường cũng còn được sử dụng như con mồi sống (cá mồi) cho rùa nước ngọt, đặc biệt cá ăn thịt khác như Piranha.

## Tập tính
Cá vàng thông thường là những động vật xã hội những cá thể thích sống theo nhóm. Chúng có thể tương tác với bất kỳ cá thuộc cùng một loài. Nếu chuyển vào bể cá vàng khác, một con cá vàng phổ biến thường phải giao tiếp và quen với bạn cùng bể cá mới của nó bằng cách cọ xát lên cơ thể của các loài cá khác. Cử chỉ giới thiệu bản thân phổ biến nhất sẽ là bằng cách bơi bên cạnh con cá vàng khác với đầu hướng về phía trước, hoặc bằng cách bơi bên cạnh con cá vàng khác với cái đầu của nó phải đối mặt với hướng ngược lại, hoặc thậm chí bằng cách bơi trên một con cá vàng trong thời trang vuông góc. Học là một hành vi phổ biến khi có một con cá mới trong hồ. Sau một thời gian, hành vi học hành này cuối cùng kết thúc, và sớm mỗi cá thể sẽ một lần nữa được bơi và khám phá các hồ cá của riêng mình.
Cá vàng không phải là động vật có tập tính lãnh thổ. Tuy nhiên, nếu hồ cá của bạn đã là quá nhỏ cho một con cá vàng, nó chắc chắn sẽ là quá nhỏ cho hai hoặc nhiều hơn. Căng thẳng là không lành mạnh đối với bất kỳ cá vàng nào. Trong trường hợp xấu nhất, một hoặc hai con cá sẽ bắt nạt phần còn lại để con kia chết đói. Ăn thịt đồng loại thường hiếm (có thể xảy ra khi một con cá sắp chết hay đã chết) nhưng trong không gian chật hẹp, tình huống căng thẳng, cá vàng có thể cư xử thất thường.
Cá vàng là cá tò mò sẽ nhanh chóng trở nên nhàm chán mà không cần các vật dụng hoặc các loài cá khác để tương tác với chúng. Nếu được đặt trong một bể cá cá vàng trần sẽ lắng xuống đáy và chỉ di chuyển khi ăn hoặc sợ hãi chấn động đột ngột. Tuy nhiên, nếu đặt trong một chiếc bể với đầy đủ sỏi, phụ kiện bể cá hoặc thực vật (thật hay giả) chung sẽ hành động giống như mình ở nhà. Cá vàng sẽ mất màu nếu bị giữ trong ánh sáng mờ. Cũng giống như con người, chúng cần ánh sáng mặt trời để giữ được sắc màu.

## Chăm cá

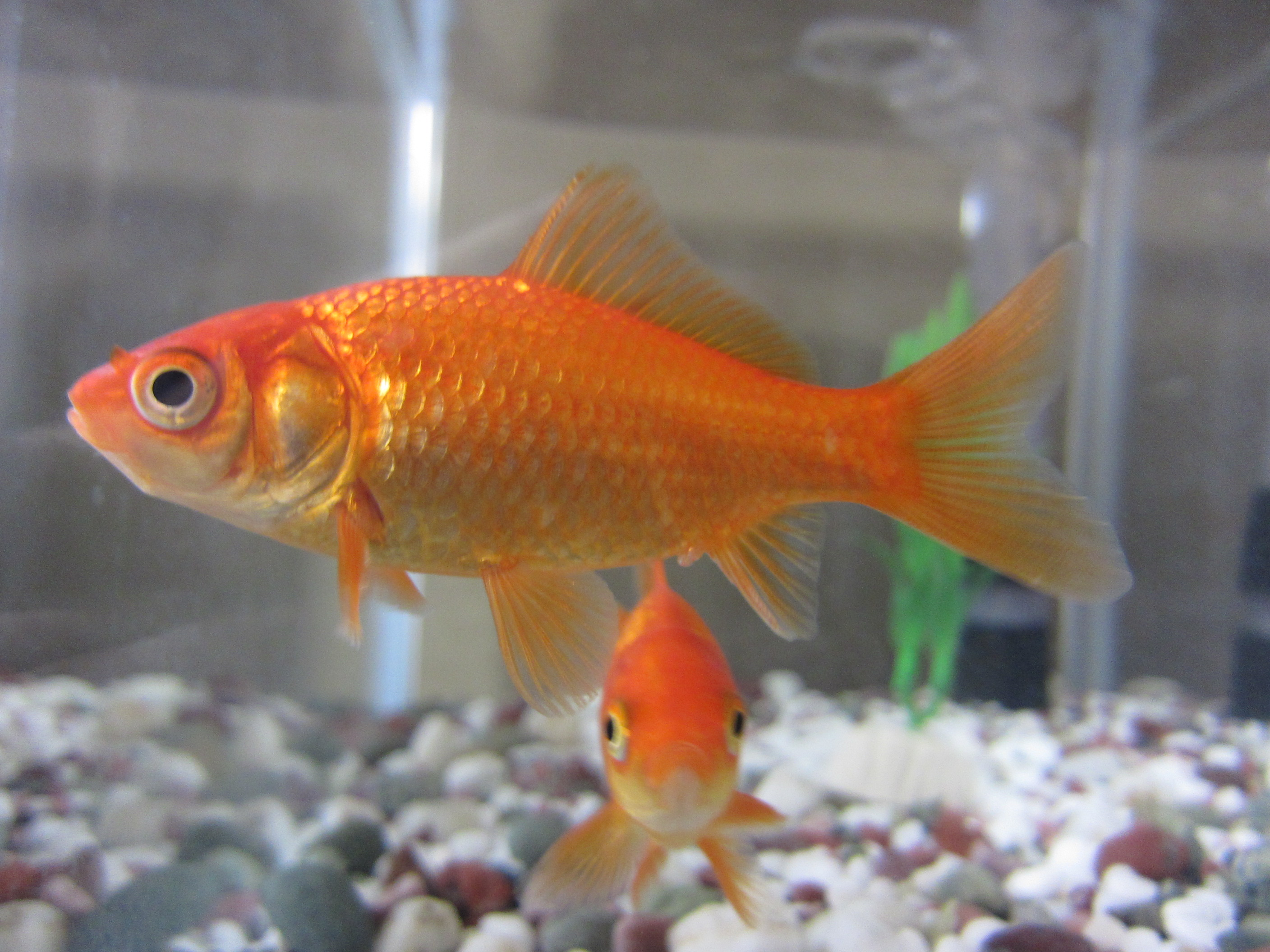
Hai con cá vàng trong bể cá

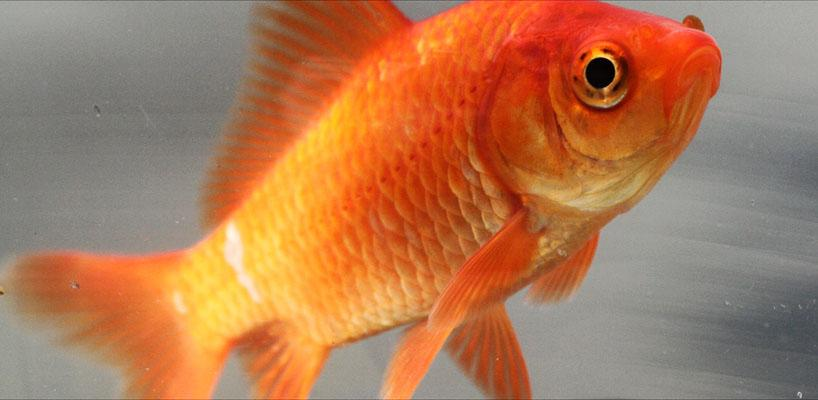

Với việc chăm sóc và quan tâm đúng mức, cá vàng thông thường có thể trở nên thuần hóa. Một khi đã quen thuộc với khuôn mặt chủ nhân của nó, nó sẽ bơi về phía tay người chủ khi cho ăn và có thể được quan sát. Cá vàng nhỏ thường sẽ tránh bất kỳ hình thức liên lạc của con người. Tuy nhiên, nỗi sợ hãi này không còn trong một con cá vàng cỡ trung và trưởng thành. Một con cá vàng toàn trưởng thành có nhiều khả năng để ăn thức ăn trực tiếp từ tay của chủ nhân của nó không chút do dự. Trong khi hành vi này được chào đón bởi các chủ sở hữu con cá vàng, nó đã chứng minh vấn đề trong các ao nuôi ngoài trời, nơi những kẻ săn mồi có thể ăn con mồi thân thiện. Cá vàng trưởng thành cũng sẽ khám phá môi trường xung quanh.
Nuôi cá vàng thông thường là tương đối dễ dàng. Trong tình trạng sinh sản của con đực sẽ phát triển các điểm nhỏ màu trắng trên bìa mang của nó và con cái sẽ trở nên đầy đặn. Con đực sẽ đuổi theo con cái cho đến khi cô phóng trứng của nó ra, sau đó con đực sẽ tưới tinh dịch của chúng lên và sẽ trở thành thụ tinh. Những quả trứng sau đó sẽ dính vào bất kỳ bề mặt có sẵn.
Cá vàng thường có thể được giữ trong các khu vườn nước ao ngoài trời suốt cả năm. Ao ngoài trời có yêu cầu chăm sóc tương tự như bể cá trong nhà với một số trường hợp ngoại lệ đáng chú ý khác như lượng ánh sáng mặt trời, ô nhiễm môi trường tự nhiên và nhân tạo, tảo, lựa chọn của bạn tình ao (tức là tảo ăn, ếch, vv). Ao ngoài trời có xu hướng trở thành hệ sinh thái thủy sinh thu nhỏ, thu hút nhiều loài động vật và thực vật. Ở vùng khí hậu nóng, điều quan trọng là nhiệt độ ao không tăng lên một cách nguy hiểm mức độ cao sẽ giết chết cá. Vào mùa đông, cá có thể trở nên chậm chạp và ngừng ăn. Điều này không có nghĩa là chúng bị bệnh, mà đúng hơn là sự trao đổi chất đã chậm lại.